# Tone Heimlund
Tone Heimlund (* 24. Mai 1985) ist eine ehemalige norwegische Fußballspielerin.

## Karriere

### Vereine
Aus der B-Jugend der Idrettsforeningen Fløya rückte Heimlund zur Spielzeit 2003 in die erste Mannschaft auf. Sie spielte im Seniorinnenbereich ausschließlich für den in Tromsø in der Provinz Troms ansässigen Verein und kam bis zum Ende der Spielzeit 2007 in 68 Punktspielen in der Toppserien, der höchsten Spielklasse im norwegischen Frauenfußball, zum Einsatz, in denen sie mit 33 Toren eine beachtliche Torquote aufwies. Allein in der Spielzeit 2005 traf sie 18 Mal ins Tor, und das in 18 Punktspielen; damit avancierte sie zur Torschützenkönigin. Ein im Training erlittener Kreuzband- und Meniskusriss brachte ihre hoffnungsvolle Karriere im Spieljahr 2007 zum Erliegen; Freude am Sport gewann sie später, ab 2009, im Skilanglauf.

### Nationalmannschaft
Ihr Debüt als Nationalspielerin für den NFF gab sie am 9. Mai 2002 in der U17-Nationalmannschaft bei der 0:2-Niederlage im Freundschaftsspiel gegen die U17-Nationalmannschaft Dänemarks in Sandnes. Diesem folgten weitere fünf Länderspiele, in denen ihr am 8. Juli 2002 in Víkingsvöllur beim 2:1-Sieg über die U17-Nationalmannschaft Islands mit dem Treffer zum 2:0 in der 27. Minute ihr erstes Länderspieltor gelang.
Für die U19-Nationalmannschaft kam sie vom 12. März 2003 bis zum 2. August 2004 in 25 Länderspielen zum Einsatz, in denen sie 15 Tore erzielte. Mit der Teilnahme ihrer Mannschaft an der in Deutschland vom 25. Juli bis zum 3. August 2003 ausgetragenen Europameisterschaft kam sie in allen drei Spielen der Gruppe B zum Einsatz, wobei ihr im ersten Gruppenspiel, beim 2:2-Unentschieden gegen die U19-Nationalmannschaft Frankreichs beide Tore ihrer Mannschaft gelangen. Ein weiteres Tor erzielte sie im Halbfinale gegen die U19-Nationalmannschaft Schwedens zum 2:2 in der 90. Minute. Zwei Tage später wurde sie auch im Finale in Leipzig eingesetzt, das mit 0:2 gegen die U19-Nationalmannschaft Frankreichs verloren wurde.
Für die U21-Nationalmannschaft bestritt sie exakt in einem Jahr (21. Februar 2005 bis zum 21. Februar 2006) sieben Länderspiele, in denen sie drei Tore erzielte. In La Manga del Mar Menor bestritt sie am 12. und 14. Februar 2007 zwei Länderspiele für die U23-Nationalmannschaft, mit der sie die U23-Nationalmannschaften Frankreichs und Englands jeweils mit 2:0 bezwang. Im Spieljahr 2005 gehörte sie dem Kader für die in England vom 5. bis 19. Juni ausgetragene Europameisterschaft an, wurde im Turnier jedoch nicht eingesetzt.

## Erfolge
Nationalmannschaft
- Finalist Europameisterschaft 2005 (ohne Einsatz)
- Finalist U19-Europameisterschaft 2003

IF Fløya
- Torschützenkönigin Toppserien 2005 (mit 18 Toren)